# Biološko računarstvo
Biokompjuteri koriste sistem bioloških izvedene molikule-kao što je DNK i proteini-da bi izvodili računarska izračunavanja uključujući skladištenje, preuzimanje i obradu podataka.
Razvoj biokompjutera omogućilo je proširenje nove nauke o nanobiotehnologiji. Termin nanobiotehnologija može se definisati na više načina; u opštijem smislu nanobiotehnologija se može definisati kao bilo koja vrsta tehnologije koja koristi i nanoskale materijale(tj. Materijale koje imaju karakteristične dimenzije od 1-100 nanometara) i biološki zasnovanih materija.‍:34 Još restriktivnija definicja pogleda nanobiotehnologije kao što su dizajn i inženjering proteini koji se mogu sastaviti u veće funkcionalne strukture.‍:116–7‍:9 Implementacija nanobiotehnologije, definisana u ovako uskom smislu, pruža naučnicima mogućnost da planiraju biomolekularne sisteme specifično tako da vrše interakciju na način koji na kraju može dovesti do računarske funkcionalnosti računara.

## Naučna pozadina
Biokompjuteri koriste biološki izvedene materija da bi izvšavale kompjuterske funkcije. Biokompjuter se sastoji od puta ili serije metaboličkih puteva koji uključuju biološke materijale koji su kontruisani da se ponašaju na određeni način na osnovu uslova (ulaza) sistema. Rezultirajući put reakcije koji se odigrava predstavlja rezultat, koji se zasniva na inženjerkom dizajnu biokompjutera I može se tumačiti kao oblik računarske analize. Tri različita tipa biokompjutera uključuju biohemijske računare, biomehaničke računare i bioelektronske računare.‍:349–51

### Biohemijski računari
Biohemijski računari koriste ogromnu raznovrsnost petlji povrtnih informacija koje su karakteristične za biološke hemijske reakcije kako bi se postigla računarska funkcionalnost. Povratne petlje u biologičkim sistemima uzimaju različite forme, a mnogi različiti faktori mogu dati i pozitivne i negativne povratne reakcije određene biohemisjkom procesu, što dovodi do povećanja hemijskog izlaza ili smanjenja hemijske proizvodnje. Takvi faktori mogu uključivati količinu prisutnih katalitičkih enzima, količinu prisutnih proizvoda i prisustvo molekula koji se vezuju i time menjaju hemijsku reaktivnost bilo kojeg od prethodno navedenih faktora. S obzirom na prirodu svih biohemijskih sistema koje treba regulisati kroz mnoge različite mehanizme, može kontruisati hemijski put koji obuhvata niz molekularnih komponenti koji reaguju kako bi proizveli jedan određeni proizvod pod jednim skupom specifičnih hemijskih uslova i drugim određenim proizvodom u drugom skupu uslova. Prisustvo određenog proizvoda koji je rezultat putanje može da služi kao signal koji se može tumačiti zajedno sa drugim hemijskim signalima kao računarski izlaz zasnovan na početnim hemijskim uslovima sistema(ulaz).

### Biomehanički računari
Biomehanički računari su slični biohemijskim računarima jer oba izvode specifičnu operaciju koja se može tumačiti kao funkcionalna ručunjanja zasnova na specifičnim početnim uslovima koji služe kao ulaz. Međutim, oni se razlikuju u tome što tačno služi kao izlazni signal. U biohemijskim računarima prisustvo ili koncentracija određenih hemikalija sliži kao izlazni signal. U biomehaničkim računarima kao izlaz služi mehanički oblik specifičnog molekula ili skupa molekula pod setom početnih stanja sliži kao izlaz. Biomehanički računari se oslanjaju na prirodu specifičnih molekula da bi usvojile određene fizičke konfiguracije pod određenim hemijskim uslovima. Mehanička, trodimenzionalna struktura proizvoda biomehaničkog računara se detekruje i tumači kao izračunati izlaz.

### Bioelektronski računari
Biokompjuteri su takođe kontruisani da izvršavaju elektronska izračunavanja.
Kao i biomehanički i biohemijski računar, izračunavanja se izvode interpretirajući specifični izlaz koji je baziran na inicijalnom skupu stanja koji čine ulaz. U biolektronskim računarima mereni izlaz je priroda električne provodljivosti koja se primećuje u bioelektronskom računaru. Ovaj izlaz obuhvata posebno dizajnirane biomolekule koji vode električnu energiju na vrlo specifične načine na osnovu početnih uslova koji služe kao ulaz bioelektronskog sistema.

## Inženjering biokompjutera
Ponašanje biološki izvedenih računskih sistema kao što su ove se zasniva na određenim molekulima koji čine sistem, koji su prvenstveno proteini, ali takođe mogu uključiti molekule DNK.
Nanobiotehnologija obezbeđuje sredstva za sintezu višestrukih hemijskih komponenti neophodnih za stvaranje takvog sistema. Hemijsku prirodu proteina diktira njena sekvenca aminokiselina-hemijski građevinski blokovi proteina.Ova sekvenca je zapravo diktirana posebnom sekvencom DNK nukleotida - građevinskim blokovima molekula DNK. Proteini se proizvode u biološkim sistemima kroz prevođenje nukleotidnih sekvenci biološkim molekula koji se zovu ribosomi, koji sastavljaju pojedinačne aminokiseline u polipeptide koji formiraju funkcionalne proteine bazirane nad nukleotidnim sekvencama koju interpretira ribozom. Ovo u krajnjoj liniji znači je da se mogu napraviti hemijske komponente neophodne za stvaranje biološkog sistema sposobnog za izvođenje računanja pomoću inženjerskih nukleotidnih sekvenci DNK za kodiranje potrebnih komponenti proteina.Takođe, sintetički dizajnirane DNK molekuli mogu da funkcionišu u određenom biokompjuterskom sistemu.
Stoga, primena nanobiotehnologije za dizajniranje i proizvodnju sintetički dizajniranih proteina - kao i dizajn i sinteza veštačkih molekula DNK - može dopustiti izgradnju funkcionalnih biokompjutera (npr. Računskih gena).
Bioračunari takođe mogu biti dizajnirani i ćelijama njegovih osnovnih komponenti.
Hemijski indukovani sistemi za dimerizaciju mogu se koristiti za izradu logičkih kapija iz pojedinačnih ćelija. Ove logičke kapije aktiviraju hemijski posrednik koji indukuju interakcije između prethodno neinteraktujućih proteina i pokreću neke vidljive promene u ćeliji.

## Ekonomija
Svi biološki organizmi imaju sposobnost da se sami replikuju i sami sklapaju u funkcionalne komponente.Ekonomska korist biokompjutera leži u ovom potencijalu svih biološki izvedenih sistema da se sami repliciraju i sami sklapaju u datim odgovarajućim uslovima.‍:349 Na primer, svi neophodni proteini za određeni biohemijski put, koji se mogu modificirati kako bi služili kao biokompjuter, mogli se sintetizirati mnogo puta iznad biološke ćelije iz jednog molekula DNK. Ovaj molekul DNK bi onda mogao da se replicira mnogo puta. Ova karakteristika bioloških molekula može učiniti njihovu proizvodnju visoko efikasnom i relativno jeftinim. Dok elektronski kompjuteri zahtevaju ručnu proizvodnju, biokomputeri mogu biti proizvedeni u velikim količinama iz kulture bez dodatne opreme potrebne za njihovu montažu.

## Značajan napredak u biokompjuterskoj tehnologiji
Trenutno, biokompjuteri postoje sa različitim funkcionalnim mogućnostima koje uključuju operacije „binarne“ logike i matematičkih kalkulacija. Tom Knight iz laboratorije za veštačku inteligenciju MIT-a je prvi predložio biohemijski računski program u kojem se koncentracije proteina koriste kao binarni signali koji u krajnjem služe za obavljanje logičkih operacija.‍:349 Na ili iznad određene koncentracije određenog biohemijskog proizvoda u bioračunaru hemijski put ukazuje na signal koji je ili 1 ili 0. Koncentracija ispod ovog nivoa ukazuje na drugi preostali signal. Koristeći ovu metodu kao računsku analizu, biohemijski računari mogu obavljati logičke operacije u kojima će se odgovarajući binarni izlaz pojaviti samo pod određenim logičnim ograničenjima u početnim uslovima. Drugim rečima, odgovarajući binarni izlaz služi kao logički izvedeni zaključak iz skupa početnih uslova koji služe kao prostorija od koje se može zaključiti logičan zaključak. Drugim rečima, odgovarajući binarni izlaz služi kao logički izvedeni zaključak iz skupa početnih uslova koji služe kao prostor od koje se može zaključiti logičan zaključak. Jedan takav primer je pružio V.L. Ditto, koji je 1999. godine napravio biokompjuter koji se sastojao od krvopija neurona u Grupi Tech koji je bio sposoban da obavlja jednostavan dodatak.‍:351
Ovo su samo neke od značajnih načina korišćenja biokomputera koji su već napravljeni da bi mogli da se izvode, a mogućnosti biokomputera postaju sve sofisticirane. Zbog raspoloživosti i potencijalne ekonomske efikasnosti povezanih sa proizvodnjom biomolekula i biokompjutera - kao što je gore navedeno napredovanje tehnologije biokompjutera je popularan, brzo rastući predmet istraživanja koji će verovatno u budućnosti videti veliki napredak.
Marta 2013. godine, tim bioinženjera sa Univerziteta Stanford, predvođen Drev Endi, najavio je da su stvorili biološki ekvivalent tranzistora, koji su nazvali „transkriptor“. Pronalazak je bio finalni od tri komponente neophodne za izgradnju potpuno funkcionalnog kompjutera: čuvanje podataka, prenos informacija i osnovni logički sistem.

## Budući potencijal biokompjutera
Mnogi primeri jednostavnih biokompjutera su dizajnirani, ali mogućnosti ovih biokompjutera su veoma ograničene u odnosu na komercijalno dostupne ne-bio računare. Neki ljudi vjeruju da biokompjuteri imaju veliki potencijal, ali to tek treba da bude demonstrirano.

## Vidite još:
- Nanotehnologija
- Biotehnologija
- Računar
- DNK računar